# Crowded House (álbum)
Crowded House es el nombre del álbum debut del grupo de rock australiano-neozalandés Crowded House. Fue lanzado al mercado en 1986, bajo el sello discográfico de Capitol/EMI, donde se desprende el primer éxito: "Don't Dream It's Over".

## Historia
Tras la disolución de Split Enz en 1984, Neil Finn y el baterista Paul Hester decidieron formar una banda. El bajista Nick Seymour se dirigió a Finn durante una fiesta para el recital en Melbourne de la gira de despedida de Split Enz y le preguntó si podía formar parte de la nueva banda. Bones Hilman, exbajista de Swingers (y futuro bajista de Midnight Oil) también fue un candidato. El grupo, entonces llamado "The Mullanes", también incluyó a Craig Hooper, guitarrista de The Reels, quién había dejado la banda antes de que firmaran con Capitol Records. Capitol rechazó el nombre "The Mullanes", además de otras alternativas como "Largest Living Things". El nombre Crowded House fue adoptado después de que el trío volara a Los Ángeles para grabar el álbum y fueron provistos con un apartamento muy estrecho para vivir.
Las pistas rítmicas del álbum fueron grabadas por Larry Hirsh en Capitol Recording Studios, Los Angeles. El resto de las sesiones de grabación para el álbum se llevaron a cabo en los estudios Sunset Sound, donde el grupo colaboró con el ingeniero Tchad Blake quién también trabajó en los siguientes dos álbumes de Crowded House. El álbum fue mezclado por Michael Frondelli en Studio 55. Seymour y Hester no aparecen en "Now We're Getting Somewhere", la cual fue grabada inicialmente en las sesiones con el baterista Jim Keltner y el bajista Jerry Scheff.

## Listado de canciones
1. "Mean to Me" (Finn) - 3:15
2. "World Where You Live" (Finn) - 3:07
3. "Now We're Getting Somewhere" (Finn) - 4:10
4. "Don't Dream It's Over" (Finn) - 4:03
5. "Love You 'Til the Day I Die" (Finn) - 3:31
6. "Something So Strong" (Finn, Fromm) - 2:51
7. "Hole in the River" (Finn, Rayner) - 4:02
8. "Can't Carry On" (Finn) - 3:57
9. "I Walk Away" (Finn) - 3:06
10. "Tombstone" (Finn) - 3:30
11. "That's What I Call Love" (Finn, Hester) - 3:39